# Метеор (спътник)
Метеор е серия от метеорологични спътници от СССР, изстрелвани от 28 август 1964 г.

## Оборудване
На борда на спътника се намирала телевизионна, инфрачервена и актинометрична апаратура. Телевизионната апаратура се състояла от две камери и позволявала да се осъществи заснимане на осветената част от повърхността на земята във видимия диапазон (0,5 – 0,7 микрометра). Тази апаратура се използвала за съставяне на схеми на облачното покритие на Земята.
Инфрачервената апаратура се използвала за наблюдение на облачната покривка на нощната страна на Земята. Спектралният диапазон съответствал на прозрачност на атмосферата (8 – 12 микрометра). Тази апаратура се използвала за определяне на температурата на Земята или горната граница на облаците.
Актинометричните датчици измерват интензивността на лъченията на Земята. На борда на спътника се намират два широкоъгълни несканиращи и два тесноъугълни сканиращи прибора. Широкоъгълните правели измерване интензивността на излъчване на цялата видима част на Земята и атмосферата, а тесноъгълните сканирали повърхността в направление перпендикулярно на вектора на движение на спътника. Сканирането се осъществявало в три спектрални диапазона:
- 0,3 – 3 мкм – диапазонът съответства на отразената слънчева радиация;
- 3 – 30 мкм – топлинно излъчване на Земята и атмосферата. Данните от тези две измервания давали възможност за изчисляване на абсорбираната слънчева радиация, което се използва при съставяне на дългосрочните прогнози;
- 8 – 12 мкм – данните за излъчването в този диапазон позволявало да се изчисли горната височина на облаците, което е важно за авиацията.

Те са използвани за наблюдение на температурата на атмосферата и повърхността на океана, влажност, и (от оптични сензори), измерването на образуване на облаци, лед и снежна покривка. За да прикрият своето предназначение им се дават поредни номера на спътниците от серията Kосмос. За 33 години са изстреляни над 500 спътника от серията, което го прави един от най-използваните в историята на космонавтиката.

## Варианти на „Метеор“
Разработката на първото поколение на спътника „Метеор“ започва през октомври 1960 г. Първите стартове на спътниците от серията през 1964 г. са под името „Космос“. Това са основно прототипи на спътника.

### Метеор-1
Първият официален старт на модификацията е на 1 февруари 1969 г. и е неуспешен. Авария в ракетата-носител не позволява извеждането на космическия апарат в орбита. Спътникът е оборудван с две камери, работещи в спектъра 0,3 – 3 микрометра и 8 – 12 микрометра. Някои от спътниците (напр. Метеор 1 – 8) са оборудвани и с допълнителни инструменти за различни изследвания. Формата на спътника е цилиндър с дължина 5 м и диаметър 1 м и е с тегло около 3,8 тона. Извеждани са с помощта на ракета-носител Восход.

### Метеор-Природа
Разработен е на базата на „Метеор-1“ през декември 1971 г. Масата му е около 3,8 тона. Официалният товар е четириканална многоспектрална камера с ширина на откоса на заснемане 1930 км и резолюция 1,5 км. Има и една двуканална камера с откос 1380 км и резолюция 240 м, мултиспектрална камера с резолюция 170 м и триканална мултиспектрална камера с резолюция 30 м. На „Метеор-Природа 6“ (Метеор 1 – 31) са монтирани четириканален радиометър и спектрофотометър (32 канала с 280 км откос), разработени в България. Извеждани са с помощта на ракета-носител Восток 2М.

### Метеор-2
Спътниците на второто поколение са със срок на експлоатация от около 1 година и за разлика от първото поколение са с маса под 3 тона. На борда са монтирани три камери, като двете са в спектрален диапазон от 0,5 – 0,7 микрометра с откос около 1 км и резолюция от 1 и 2 км. Третата камера е в инфрачервения диапазон, с 8 – 12 микрометра дължина на вълната и откос 2800 км и резолюция от 12 км. Разработката на спътника започва през 1967 г., а първият старт е осъществен на 11 юли 1975. Изстреляни са общо 21 спътника до 1995 г. в орбита с височина около 850 km по-късно, а първоначално – 950 km и наклон 81,2 градуса. Предаването на данни до Земята ставало на честота около 137 MHz. Използвани са следните ракети-носители:
- „Восток-2М“ за (за Метеор 2 – 1 до 2 – 7, 2 – 9 и 2 – 10);
- Циклон – за Метеор 2 – 8 и 2 – 11.

### Метеор-3
Разработката им започва през декември 1972 г. Първият му старт обаче е на 27 ноември 1984 (на прототип) като Космос 1612. Първият му официален старт е на 24 октомври 1985 г. Спътниците на третото поколение на „Метеор“ са изстрелвани в полярна орбита на около 1200 km височина и наклон 82,5 °. Продължителността им на експлоатация е 2 години. Те са с маса около 2150 – 2500 кг (включително 500 до 700 кг полезен товар). Форматаим е отново цилиндрична с около 1 м диаметър и 1,5 м дължина, с две слънчеви батерии. Стандартното оборудване се състои от различни измервателни уреди. При необходимост е възможно да се инсталират и други инструменти. Така например на „Метеор 3 – 5“ е инсталирана шестканален ултравиолетов спектрометър TOMS (Общоозонов спектрометър) проектиран и построен в НАСА. На „Метеор 3 – 6“ се намира инструмента PRARE. С това устройство е възможно да се определи орбитата на спътника с точност до 10 – 20 см и да се определят координатите на всяка точка по повърхността на Земята с точност до един сантиметър.

### Метеор 3М
Това на практика е последната и най-нова разработка на спътника „Метеор“. Произведен е един апарат, изстрелян на 10 декември 2001 г. в орбита с височина 1015 km и наклон 99.7°. Масата на спътника е около 2,5 тона, полезния товар може да достигне до 900 кг. Има цилиндрична форма с диаметър от 1,4 m и 2.2 m дължина. Експлоатационният срок на спътника е около 2 години. Сигналът се предава на Земята на честота от 1.7 GHz. На борда на руския спътник в допълнение към инструментите е и американския инструмент SAGE.

### Метеор-М
Изстрелян е на 17 септември 2009 г. с помощта на ракетата-носител Союз-2. На борда му са монтирани:
- Многозонално сканиращо устройство с ниска резолюция – предназначено за широкообхватно заснимане с отсек 2800 км на облачността, земната повърхност, ледената покривка и др. с разделителна способност около 1 км;
- Комплекс за многозонално спектрално заснимане със средна резолюция на земната повърхност и световния океан;
- Модул за температурно-влажностно сондиране на аимосферата;
- Хелиогеофизичен комплекс за контрол и прогнозиране на радиационната обстановка и състоянието на магнитното поле, йоносферата, магнитосферата и горните слоеве на атмосферата;
- Радиолокационен комплекс за сканиране на земната повърхност в радиодиапазона с цел осигуряване безопасността на мореплаването изследване на ледената покривка, наблюдение на наводненията.

## Мисии
| Спътник       | Космосдрум | Дата на старта    | Номер по COSPAR | Номер по спътниковия каталог NORAD | Забележка                                                                               |
| ------------- | ---------- | ----------------- | --------------- | ---------------------------------- | --------------------------------------------------------------------------------------- |
| Kосмос 44     | Байконур   | 28 август 1964    | 1964-053A       | 876                                | Прототип на серията „Mетеор-1“ (Цилиндър с дължина 3 m и диаметър 1 m)                  |
| Kосмос 58     | Байконур   | 26 февруари 1965  | 1965-014A       | 1097                               | Прототип на серията „Mетеор-1“ (маса 4730)                                              |
| Kосмос 100    | Байконур   | 17 декември 1965  | 1965-106A       | 1843                               | Прототип на серията „Mетеор-1“ (маса 4730)                                              |
| Kосмос 118    | Байконур   | 11 май 1966       | 1966-038A       | 2168                               | Прототип на серията „Mетеор-1“ (маса 4730)                                              |
| Kосмос 122    | Байконур   | 25 юни 1966       | 1966-057A       | 2254                               | Прототип на серията „Mетеор-1“ (маса 4730)                                              |
| Kосмос 144    | Плесецк    | 28 февруари 1967  | 1967-018A       | 2695                               | Прототип на серията „Mетеор-1“ (маса 4730)                                              |
| Kосмос 156    | Плесецк    | 27 април 1967     | 1967-039A       | 2762                               | Прототип на серията „Mетеор-1“ (маса 4730)                                              |
| Kосмос 184    | Плесецк    | 24 октомври 1967  | 1967-102A       | 3010                               | Прототип на серията „Mетеор-1“ (маса 4730)                                              |
| Kосмос 206    | Плесецк    | 14 март 1968      | 1968-019A       | 3150                               | Прототип на серията „Mетеор-1“ (маса 4730)                                              |
| Kосмос 226    | Плесецк    | 12 юни 1968       | 1968-049A       | 3282                               | Прототип на серията „Mетеор-1“ (маса 4730)                                              |
| Mетеор 1-x    | Плесецк    | 1 февруари 1969   | -               | -                                  | Официално първи спътник от серията. Неизведен в орбита поради авария в ракетата-носител |
| Mетеор 1 – 1  | Плесецк    | 26 март 1969      | 1969-029A       | 3835                               |                                                                                         |
| Mетеор 1 – 2  | Плесецк    | 6 октомври 1969   | 1969-084A       | 4119                               |                                                                                         |
| Mетеор 1 – 3  | Плесецк    | 17 март 1970      | 1970-019A       | 4349                               |                                                                                         |
| Mетеор 1 – 4  | Плесецк    | 28 април 1970     | 1970-037A       | 4393                               |                                                                                         |
| Mетеор 1 – 5  | Плесецк    | 23 юни 1970       | 1970-047A       | 4419                               |                                                                                         |
| Mетеор 1 – 6  | Плесецк    | 15 октомври 1970  | 1970-085A       | 4583                               |                                                                                         |
| Mетеор 1 – 7  | Плесецк    | 20 януари 1971    | 1971-003A       | 4849                               |                                                                                         |
| Mетеор 1 – 8  | Плесецк    | 17 април 1971     | 1971-031A       | 5142                               |                                                                                         |
| Mетеор 1 – 9  | Плесецк    | 16 юли 1971       | 1971-059A       | 5327                               |                                                                                         |
| Mетеор 1 – 10 | Плесецк    | 29 декември 1971  | 1971-120A       | 5731                               |                                                                                         |
| Mетеор 1 – 11 | Плесецк    | 30 март 1972      | 1972-022A       | 5917                               |                                                                                         |
| Mетеор 1 – 12 | Плесецк    | 30 юни 1972       | 1972-049A       | 6079                               |                                                                                         |
| Mетеор 1 – 13 | Плесецк    | 26 октомври 1972  | 1972-085A       | 6256                               |                                                                                         |
| Mетеор 1 – 14 | Плесецк    | 20 март 1973      | 1973-015A       | 6392                               |                                                                                         |
| Mетеор 1 – 15 | Плесецк    | 29 май 1973       | 1973-034A       | 6659                               |                                                                                         |
| Mетеор 1 – 16 | Плесецк    | 5 март 1974       | 1974-011A       | 7209                               |                                                                                         |
| Mетеор 1 – 17 | Плесецк    | 24 април 1974     | 1974-025A       | 7274                               |                                                                                         |
| Mетеор 1 – 18 | Плесецк    | 9 юли 1974        | 1974-052A       | 7363                               | Метеор-Природа №1                                                                       |
| Mетеор 1 – 19 | Плесецк    | 28 октомври 1974  | 1974-083A       | 7490                               |                                                                                         |
| Mетеор 1 – 20 | Плесецк    | 17 декември 1974  | 1974-099A       | 7574                               |                                                                                         |
| Mетеор 1 – 21 | Плесецк    | 1 април 1975      | 1975-023A       | 7714                               |                                                                                         |
| Mетеор 2 – 1  | Плесецк    | 11 юли 1975       | 1975-064A       | 8026                               |                                                                                         |
| Mетеор 1 – 22 | Плесецк    | 18 септември 1975 | 1975-087A       | 8293                               |                                                                                         |
| Mетеор 1 – 23 | Плесецк    | 25 декември 1975  | 1975-124A       | 8519                               |                                                                                         |
| Mетеор 1 – 24 | Плесецк    | 7 април 1976      | 1976-032A       | 8799                               |                                                                                         |
| Mетеор 1 – 25 | Плесецк    | 15 май 1976       | 1976-043A       | 8845                               | Метеор-Природа №2                                                                       |
| Mетеор 1 – 26 | Плесецк    | 15октомври 1976   | 1976-102A       | 9481                               |                                                                                         |
| Mетеор 2 – 2  | Плесецк    | 6 януари 1977     | 1977-002A       | 9661                               |                                                                                         |
| Mетеор 1 – 27 | Плесецк    | 5 април 1977      | 1977-024A       | 9903                               |                                                                                         |
| Mетеор 1 – 28 | Байконур   | 29 юни 1977       | 1977-057A       | 10113                              | Метеор-Природа №3                                                                       |
| Mетеор 2 – 3  | Плесецк    | 14 декември 1977  | 1977-117A       | 10514                              |                                                                                         |
| Mетеор 1 – 29 | Байконур   | 25 януари 1979    | 1979-005A       | 11251                              | Метеор-Природа №4                                                                       |
| Mетеор 2 – 4  | Плесецк    | 1 март 1979       | 1979-021A       | 11288                              |                                                                                         |
| Mетеор 2 – 5  | Плесецк    | 31 октомври 1979  | 1979-095A       | 11605                              |                                                                                         |
| Mетеор 1 – 30 | Байконур   | 18 юни 1980       | 1980-051A       | 11848                              | Метеор-Природа №5                                                                       |
| Mетеор 2 – 6  | Плесецк    | 9 септември 1980  | 1980-073A       | 11962                              |                                                                                         |
| Mетеор 2 – 7  | Плесецк    | 14 май 1981       | 1981-043A       | 12456                              |                                                                                         |
| Mетеор 1 – 31 | Байконур   | 10 юли 1981       | 1981-065A       | 12585                              | Метеор-Природа №6                                                                       |
| Mетеор 2 – 8  | Плесецк    | 25 март 1982      | 1982-025A       | 13113                              |                                                                                         |
| Mетеор 2 – 9  | Плесецк    | 14 декември 1982  | 1982-116A       | 13718                              |                                                                                         |
| Mетеор 2 – 10 | Плесецк    | 28 октомври 1983  | 1983-109A       | 14452                              |                                                                                         |
| Mетеор 2 – 11 | Плесецк    | 5 юли 1984        | 1984-072A       | 15099                              |                                                                                         |
| Mетеор 2 – 12 | Плесецк    | 6 февруари 1985   | 1985-013A       | 15516                              |                                                                                         |
| Mетеор 3 – 1  | Плесецк    | 24 октомври 1985  | 1985-100A       | 16191                              |                                                                                         |
| Mетеор 2 – 13 | Плесецк    | 26 декември 1985  | 1985-119A       | 16408                              |                                                                                         |
| Mетеор 2 – 14 | Плесецк    | 27 май 1986       | 1986-039A       | 16735                              |                                                                                         |
| Mетеор 2 – 15 | Плесецк    | 5 януари 1987     | 1987-001A       | 17290                              |                                                                                         |
| Mетеор 2 – 16 | Плесецк    | 18 август 1987    | 1987-068A       | 18312                              |                                                                                         |
| Mетеор 2 – 17 | Плесецк    | 30 януари 1988    | 1988-005A       | 18820                              |                                                                                         |
| Mетеор 3 – 2  | Плесецк    | 26 юли 1988       | 1988-064A       | 19336                              |                                                                                         |
| Mетеор 2 – 18 | Плесецк    | 28 февруари 1989  | 1989-018A       | 19851                              |                                                                                         |
| Mетеор 3 – 3  | Плесецк    | 24 октомври 1989  | 1989-086A       | 20305                              |                                                                                         |
| Mетеор 2 – 19 | Плесецк    | 27 юни 1990       | 1990-057A       | 20670                              |                                                                                         |
| Mетеор 2 – 20 | Плесецк    | 28 септември 1990 | 1990-086A       | 20826                              |                                                                                         |
| Mетеор 3 – 4  | Плесецк    | 24 април 1991     | 1991-030A       | 21232                              |                                                                                         |
| Mетеор 3 – 5  | Плесецк    | 15 август 1991    | 1991-056A       | 21655                              |                                                                                         |
| Mетеор 2 – 21 | Плесецк    | 31 август 1993    | 1993-055A       | 22782                              |                                                                                         |
| Mетеор 3 – 6  | Плесецк    | 25 януари 1994    | 1994-003A       | 22969                              |                                                                                         |
| Mетеор 3M     | Байконур   | 10 декември 2001  | 2001-056A       | 27001                              |                                                                                         |
| Mетеор-M      | Байконур   | 17 септември 2009 | 2009-049A       | 35865                              |                                                                                         |